# Nyceryx clarki
Nyceryx clarki is een vlinder uit de familie van de pijlstaarten (Sphingidae). De wetenschappelijke naam van de soort is voor het eerst geldig gepubliceerd in 1915 door Anton Heinrich Fassl.